# Mikee Cojuangco-Jaworski
Mikaela María Antonia de los Reyes Cojuangco plus connue comme Mikee Cojuangco-Jaworski (née le 26 février 1974 à Paniqui, Tarlac) est une actrice, une cavalière de saut d'obstacles et une dirigeante sportive philippine, épouse de Robert Jaworski, Jr.
Elle est médaillée d'or en saut d'obstacles individuel et par équipes lors des Jeux asiatiques de 2002 à Busan. Elle est membre du Comité international olympique depuis 2012 et membre de la commission exécutive depuis 2020.